# Назимов, Владимир Фёдорович
Влади́мир Фёдорович Нази́мов (1872—1949) — русский офицер, герой Первой мировой войны, участник Белого движения, генерал-майор.

## Биография
Из старинного дворянского рода. Сын генерал-майора.
По окончании Пажеского корпуса в 1896 году, выпущен был корнетом в Приморский конный дивизион.
На 1 января 1909 года — штабс-капитан 182-го пехотного резервного Гроховского полка, с которым и вступил в Первую мировую войну. Высочайшим приказом от 1 июня 1915 года капитан Назимов был награждён орденом Св. Георгия 4-й степени
За то, что во время атаки, в ночь на 12 ноября 1914 г., укрепленной позиции противника, у д. Гурки-Стонгневской, увлек своим примером роту и довел её до штыкового удара по совершенно открытой местности под сильным ружейным и пулеметным огнём на протяжении 1½ версты; овладел окопами и с боя захватил два пулемета, 4-х офицеров и 59 нижних чинов.
В Гражданскую войну участвовал в Белом движении на Юге России. В декабре 1917 года вступил в Добровольческую армию. 8 января 1918 года назначен помощником командира Студенческого батальона, вновь сформированного в Ростове. Участвовал в 1-м Кубанском походе в Офицерском полку. В марте 1918 года был назначен командиром 2-го батальона Офицерского полка. Позднее — помощник командира 1-го Офицерского Марковского полка, полковник. Служил в Марковской дивизии в составе Вооруженных сил Юга России и Русской армии Врангеля вплоть до эвакуации Крыма. Был произведен в генерал-майоры. Эвакуировался из Севастополя на корабле «Инкерман». Галлиполиец. Осенью 1925 года — в составе Марковского полка в Болгарии.
В эмиграции в Югославии. В годы Второй мировой войны служил в Русском корпусе. После окончания войны жил в Германии. Умер в 1949 году в Мюнхене.

## Семья
Был женат вторым браком на Надежде Георгиевне Тверцыной (1889—1968). Их сыновья:
- Георгий (1923—2014), юнкер роты допризывной подготовки молодежи РОВС, служил в Русском корпусе, поручик. После Второй мировой войны вместе с матерью переехал в США, предприниматель, заместитель председателя РОВС.
- Николай (1920—1945), юнкер роты допризывной подготовки молодежи РОВС, служил в Русском корпусе, подпоручик, убит под Бусовачей 24 февраля 1945 года.

Первая семья, где были две дочери (Ольга Владимировна и Наталия Владимировна) ,  оказалась на занятой большевикам территории, не смогла эвакуироваться и в итоге осталась в СССР. 